# Герб Ляенемаа
Герб Ляенемаа (ест. Läänemaa vapp) разом із прапором є офіційним символом Ляенемаа, одного з повітів Естонії.
Створено 5 лютого 1937 року, затверджено 11 жовтня 1996 року.

## Опис герба
У червоному полі срібний орел із піднятими крильми і золотими лапами та дзьобом, навколо голови — золотий німб.

## Значення
У гербі зображений орел Івана Євангеліста, який був символом Езельського єпископства, що існувало на території сучасного повіту в 1228–1560 роках.